# Maxfield Parrish
Maxfield Parrish (Filadelfia, 25 de julio de 1870 - Plainfield, New Hampshire, 1966) fue un pintor, cartelista e ilustrador estadounidense activo en la primera mitad del siglo XX. Su exitosa carrera artística abarca medio siglo.

## Biografía
Fue hijo del pintor y grabador Stephen Parrish y creció en un ambiente cuáquero. Fue inscrito como Frederick Parrish, pero posteriormente, el pintor usaría Maxfield, como se llamaba una de sus abuelas. Fue discípulo de Howard Pyle. Estudió en la Pennsylvania Academy de su ciudad natal. Es conocido por sus distintivos tonos saturados, sus imágenes neoclásicas idealizadas y sus obras utópicas y etéreas. Fue miembro de la National Academy of Design. Su carrera abarcó cincuenta años y tuvo un gran éxito: su pintura Daybreak(1922) es uno de los grabados más populares de todo el siglo XX. Su estilo se caracteriza por unas tonalidades saturadas. Colaboró con las revistas Harper's, The Century y Scribner's. El Museo Nacional de Arte de Cataluña tiene obras suyas, al igual que el Metropolitan de NY, the High Museum of Art de Atlanta, el Museo de Arte de Filadelfia y el de Cleveland.